# Tearosoma aspersum
Tearosoma aspersum är en fjärilsart som beskrevs av Felder 1874. Tearosoma aspersum ingår i släktet Tearosoma och familjen tofsspinnare. Inga underarter finns listade i Catalogue of Life.

## Bildgalleri

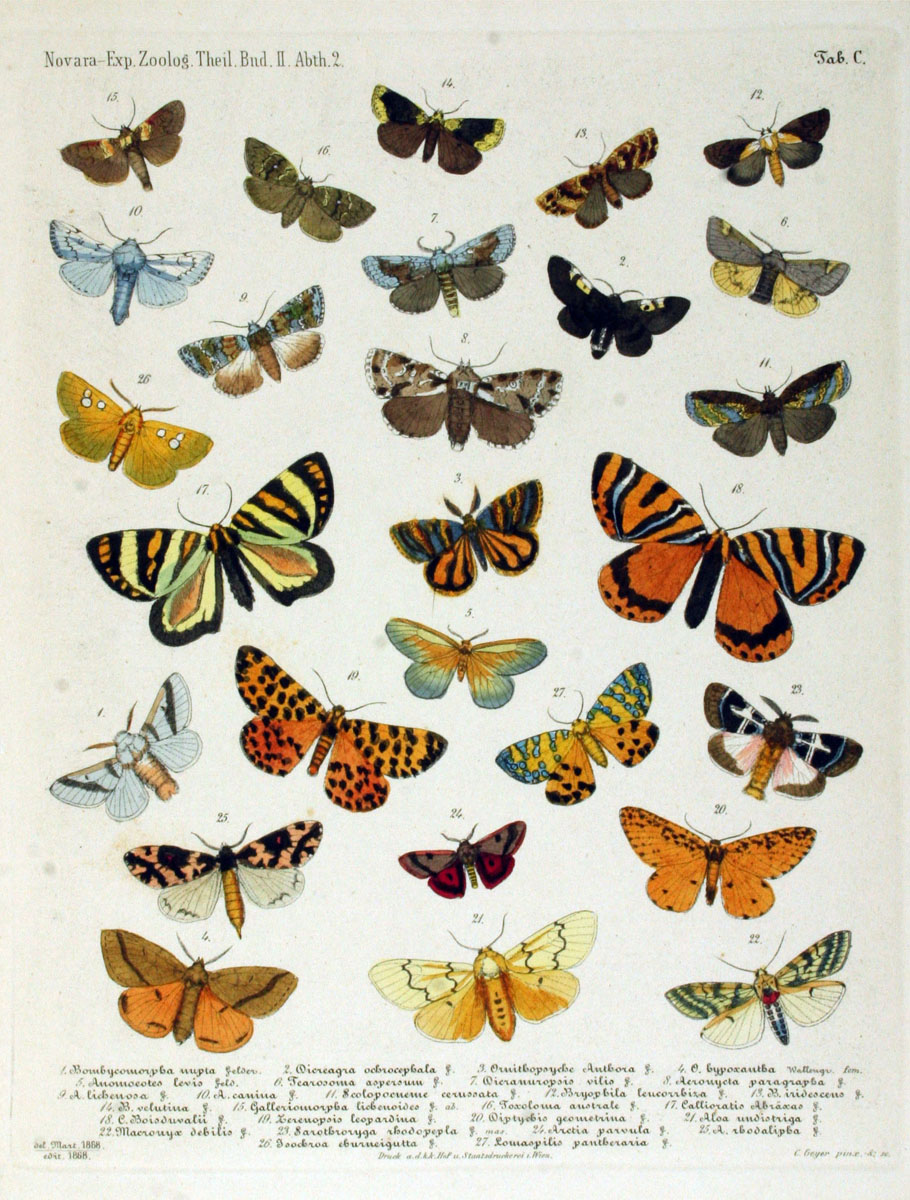